# São José do Mantimento
São José do Mantimento este un oraș în Minas Gerais (MG), Brazilia.